# 第4回統一地方選挙
第4回統一地方選挙（だい4かいとういつちほうせんきょ）は、日本における地方自治体の首長と議会議員を全国一斉に改選するため、1959年4月23日と4月30日の2回に分けて投票が行われた地方選挙である。

## 概要
統一地方選挙は全国の地方自治体の首長と議会議員を改選するため、首長と議員の任期4年が満了する時期に全国一斉で行われるもので、1947年4月の第1回選挙から数えて4回目となる選挙である。首長と議員およそ4万8千名余りが改選された。

## 実施された選挙

### 4月23日投票
都道府県知事選挙：20都道府県（うち1県では無投票）
北海道、岩手県、秋田県、茨城県、東京都　
神奈川県、新潟県、福井県、長野県、三重県　
大阪府、和歌山県、島根県、岡山県、福岡県　
佐賀県、大分県、宮崎県、鹿児島県　
（以下無投票当選）徳島県　　
都道府県議会議員選挙：46都道府県（定数2,657名）
米軍施政権下の沖縄県は対象外
政令指定都市市長選挙：2市
- 横浜市
- 大阪市

政令指定都市市議会議員選挙：5市（定数350名）
横浜市・名古屋市・京都市・大阪市・神戸市　

### 4月30日投票
市長選挙：175市
市区町村議会議員選挙：2,222市区町村
町村長選挙：1,227町村

## 選挙結果
党派の凡例
自＝自由民主党、社＝日本社会党、無＝無所属
新旧の凡例
前＝前職、新＝新人

### 4月23日投票
19都道府県で投票が行われた知事選挙では、自民党と社会党の両党対決となった北海道、東京都、大阪府、福岡県の4都道府県の内、福岡県では社会党が勝ったが、北海道では12年間続いた社会党首長を自民党が破り、東京都と大阪府でも自民党が勝利した。茨城県では革新系が勝利、和歌山県と神奈川県の両県では自民党系、自民党前知事が革新系を押さえて4選を果たした。
都道府県議会議員選挙では、自民党が6割近くの議席を得たが、35都府県で議席を減らし、改選前の勢力分野71％を下回った。一方の社会党は32都府県で議席を伸ばし、改選前の勢力分野18％を上回り、2割を超えた。そして革新系無所属や共産党も含めた革新勢力は選挙前の「5分の1」から「4分の1」に迫る勢いを見せた。
- 投票率[1]
  - 都道府県知事選挙：78.25%
  - 都道府県議会議員選挙：79.48%

都道府県知事選挙当選者
- 北海道：町村金五（自新）
- 岩手県：阿部千一（無前）
- 秋田県：小畑勇二郎（無前）
- 茨城県：岩上二郎（諸新）
- 神奈川県：内山岩太郎（無前）
- 東京都：東竜太郎（無新）
- 新潟県：北村一男（無前）

- 長野県：西沢権一郎（無新）
- 福井県：北栄造（無新）
- 大阪府：左藤義詮（自新）
- 三重県：田中覚（無前）
- 和歌山県：小野真次（自前）
- 岡山県：三木行治（無前）
- 島根県：田部長右衛門（自前）

- 徳島県：原菊太郎（無前）無投票当選
- 福岡県：鵜崎多一（社新）
- 佐賀県：池田直（無新）
- 大分県：木下郁（無新）
- 宮崎県：黒木博（無新）
- 鹿児島県：寺園勝志（無前）

自由民主党：4名
日本社会党：1名
諸派：1名
無所属：14名
都道府県議会議員選挙党派別当選者数
自由民主党：1,593名
日本社会党：0561名
日本共産党：0012名
諸派：71名
無所属：419名
政令指定都市市長選挙当選者
横浜市：半井清（自元）
大阪市：中井光次（無前）
政令指定都市市議会議員選挙党派別当選者数
自由民主党：174名
日本社会党：112名
日本共産党：011名
諸派：6名
無所属：47名

### 4月30日投票
- 投票率[1]
  - 市町村長選挙：84.82%
  - 市区町村議会議員選挙：82.37%

市長選挙党派別当選者数
自由民主党：21名
日本社会党：16名
無所属：138名
市議会議員選挙党派別議席数
自由民主党：1,303名
日本社会党：1,056名
日本共産党：0169名
諸派：67名
無所属：7,911名
東京都特別区議会議員選挙党派別当選者数
自由民主党：582名
日本社会党：141名
日本共産党：039名
諸派：7名
無所属：201名
町村長選挙党派別当選者数
自由民主党：19名
日本社会党：04名
日本共産党：01名
諸派：1名
無所属：1,198名
町村議会議員選挙党派別当選者数
自由民主党：436名
日本社会党：494名
日本共産党：164名
諸派：23名
無所属：30,114名